# Casbas de Huesca
Casbas de Uesca o Casbas d'as Monchas (en castellà Casbas de Huesca, oficialment Casbas de Huesca-Casbas de Uesca és un municipi aragonès situat a la província d'Osca i enquadrat a la comarca de la Foia d'Osca.

## Entitats de població
El municipi agrupa els nuclis següents:
- Junzano. Està situat a 509 metres sobre el nivell de la mar, a un terreny planer a la dreta del riu Alcanadre, entre dos rierols. L'any 1991 el llogaret tenia 57 habitants. Prop del poble, sobre un turó, s'hi troben les ruïnes de l'ermita de la Mare de Déu de Salillas, que conserva l'absis romànic i sepulcres excavats a les roques.[4]
- Labata. Està situat a 579 metres d'altitud, entre els rius Calcón i Formiga, i depèn fonamentalment de la riquesa agrícola (vi i oli) i ramadera. Antigament era conegut per la construcció de carros. Tenia 50 habitants l'any 1991.[5]
- Sieso de Huesca. Està situat a 582 metres d'altitud, a 1 km del nucli de Casbas. Tenia 61 habitants l'any 2017.[6]
- Panzano. Està situat a 649 metres sobre el nivell del mar. L'any 1991 el llogaret tenia 42 habitants.[7] El municipi compta amb coves de gran interès espeleològic, sent les més conegudes la cova de Chaves[8] i la cova de Solencio.[9] La cova de Sant Cosme alberga el santuari on es veneren les imatges de Sant Cosme i Sant Damià. També gaudeix de popularitat la cova de les Ovelles.
  - Bastarás. Caseria situada a una superfície inclinada, als contraforts de la serra de Guara. Conserva la portada romànica a la seva església parroquial.[10]
  - Santa Cilia. A Santa Cilia s'hi troba el centre d'interpretació de La Casa de los Buitres.[11]